# Peter Pláteník
Peter Pláteník (16 de março de 1981) é um voleibolista profissional Tcheco, jogador posição ponta.

## Títulos
Clubes
Campeonato Checa:
- 2002, 2013
- 2001

Supercopa da Bélgica:
- 2002, 2003

Copa da Bélgica:
- 2003, 2004

Campeonato Belga:
- 2003, 2004

Campeonato da Grécia:
- 2005

Copa Itália:
- 2006

Taça CEV:
- 2009

Copa da Turquia:
- 2010

Campeonato Turco:
- 2010
- 2012

Seleção principal
Liga Europeia:
- 2004

## Premiações individuais
- 2004: Jogador Mais Valioso (MVP) da Liga Europeia